# Cenocorixa kuiterti
Cenocorixa kuiterti är en insektsart som beskrevs av Hungerford 1948. Cenocorixa kuiterti ingår i släktet Cenocorixa och familjen buksimmare. Inga underarter finns listade i Catalogue of Life.